# 클로스다람쥐
클로스다람쥐(Callosciurus albescens)는 다람쥐과에 속하는 설치류의 일종이다. 수마트라섬 북부의 토착종이다. 개체군에 대한 정보가 부족하여, 국제 자연 보전 연맹(IUCN)이 "정보부족종"으로 분류하고 있다. 바나나과일다람쥐(C. notatus)의 아종으로 간주하기도 한다.